# ديانا جريبون موتز
ديانا جين جريبون موتز (من مواليد 15 يوليو 1943) هي قاضية دائرة أولى بالولايات المتحدة في محكمة الاستئناف الأمريكية للدائرة الرابعة .

## النشأة والتعليم
ولد في واشنطن العاصمة, نشأ موتز  في عائلة قانونية. كان والدها المحامي دانييل إم جريبون، الذي كان كاتبًا لدى القاضي ليرند هاند .  حصلت على بكالوريوس في الآداب من كلية فاسار عام 1965 ودكتوراه في القانون من كلية الحقوق بجامعة فيرجينيا عام 1968  كانت واحدة من امرأتين في صفها بكلية الحقوق. 

## مهنة محترفة
عمل موتز في ممارسة القانون الخاص في بالتيمور بولاية ميريلاند لصالح شركة Piper & Marbury (المعروفة الآن باسم DLA Piper ) من عام 1968 حتى عام 1971. أصبحت مساعد المدعي العام لولاية ميريلاند في عام 1972، وعملت بهذه الصفة حتى عام 1986، عندما عادت إلى الممارسة الخاصة. أثناء عمله مساعدًا للمدعي العام لولاية ماريلاند، فاز موتز بحكم بقيمة 268.482 دولارًا ضد نائب الرئيس السابق سبيرو أغنيو لاستعادة الأموال التي قبلها كرشاوى عندما كان حاكمًا لولاية ماريلاند .
وفي عام 1991، عاد موتز إلى القطاع العام، حيث تم تعيينه قاضيًا مشاركًا في محكمة الاستئناف الخاصة في ماريلاند. عملت في تلك المحكمة حتى تم تثبيتها من قبل مجلس الشيوخ الأمريكي في عام 1994 كقاضية في محكمة الاستئناف الفيدرالية.

## الخدمة القضائية الفيدرالية
تم ترشيح موتز من قبل الرئيس بيل كلينتون في 27 يناير 1994، إلى محكمة الاستئناف الأمريكية للدائرة الرابعة ، إلى مقعد جديد مرخص به من قبل 104 Stat. 5089. تم تأكيد تعيينها من قبل مجلس الشيوخ الأمريكي في 15 يونيو 1994، وحصلت على التكليف في 16 يونيو 1994  وهي أول امرأة من ولاية ماريلاند تعمل في الدائرة الرابعة. أعلنت أنها ستتولى منصبًا رفيعًا عند تأكيد خليفتها.   تولت منصبًا رفيعًا في 30 سبتمبر 2022. 
تم تعيين زوجها جيه فريدريك موتز قاضيًا في محكمة المقاطعة الفيدرالية من قبل الرئيس رونالد ريغان في عام 1985. يعد Motzes أول زوجين يجلس كل منهما على مقاعد البدلاء الفيدرالية. وقال موتز مازحا: "نعم، هذا صحيح: إنه جمهوري. وهذا هو عيبه الوحيد". 
في أغسطس 2018، كتبت موتز موافقة خاصة عندما وجدت أغلبية اللجنة أن التعديل الثامن للدستور لم يمنع فيرجينيا من الحظر الجنائي لمن حددتهم على أنهم "معتادون على السكارى" من حيازة الكحول، حيث جادلت أن الأغلبية كانت تتجاهل باول ضد تكساس. (1968). في يوليو 2019، عكست الدائرة الكاملة اللجنة بأغلبية 8 مقابل 7، مع كتابة موتز الآن للأغلبية. 
في 3 ديسمبر 2021، وجد موتز، أثناء كتابته أمام لجنة بالإجماع (انضم إليها القاضيان ويلكنسون ونيماير)، أن قانون المساواة في الأجور يتطلب المساواة في كل نوع من أنواع الأجور، وليس فقط الإجمالي. كتب موتز "بدلاً من ذلك، يوضح القانون ولوائح لجنة تكافؤ فرص العمل أن صاحب العمل ينتهك قانون المساواة في الأجور إذا دفع للموظفات أجورًا أقل من تلك التي يدفعها الموظفون الذكور في نفس الوضع. وهناك فرضية توضح هذه النقطة: "في الواقع، من الفطرة السليمة، لا يمكن أن يكون الأجر الإجمالي هو النقطة المناسبة للمقارنة. إذا كان الأمر كذلك، فإن صاحب العمل الذي يدفع للمرأة 10 دولارات في الساعة والرجل 20 دولارًا في الساعة لا ينتهك قانون المساواة في الأجور أبطل التفاوت الواضح بالعمل ضعف عدد الساعات."  

## روابط خارجية
- ديانا جريبون موتز at the دليل السير الذاتية للقضاة الاتحاديين  [لغات أخرى]‏, a public domain publication of the Federal Judicial Center.
- مرات الظهور على سي-سبان

قالب:S-legal
| سبقه | Judge of the محكمة الاستئناف الأمريكية للدائرة الرابعة ‏ | تبعه |

قالب:USCourtsOfAppealsJudges